# Helmut Scholz (Politiker, 1954)

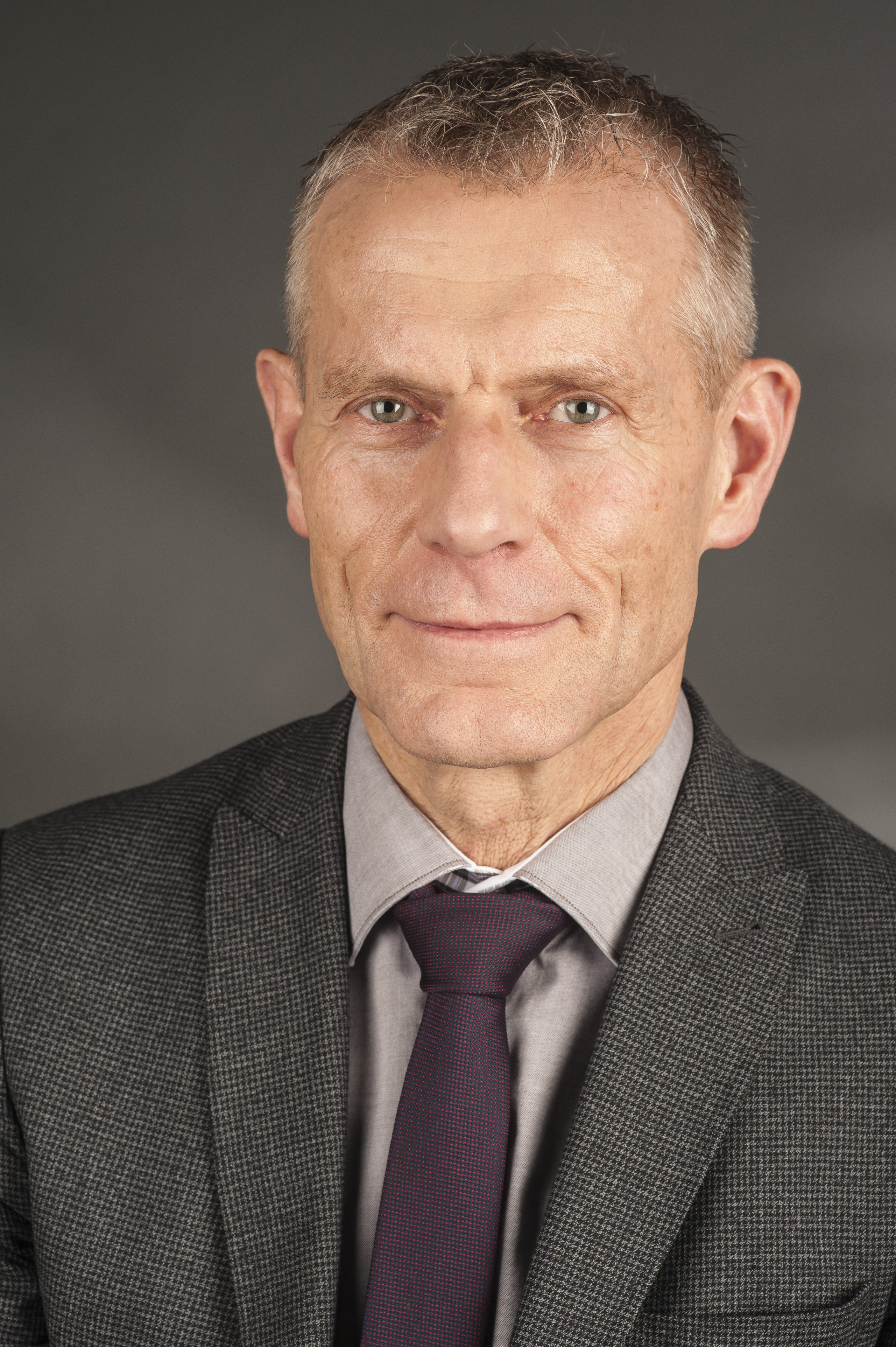
Helmut Scholz (2014)

Helmut Scholz (* 21. Juni 1954 in Ost-Berlin) ist ein deutscher Politiker (Die Linke). Von 2009 bis 2024 war er Mitglied des Europäischen Parlaments.

## Leben und Beruf
Helmut Scholz ist Sohn des DBD-Politikers Paul Scholz und dessen Frau Lieselotte. Er machte 1972 sein Abitur in Königs Wusterhausen und studierte ab 1974 in Moskau Internationale Beziehungen am MGIMO. In der DDR arbeitete Scholz für das Außenministerium und von 1983 bis 1986 auch in der Botschaft in China. Als Beruf gibt er Bereichsleiter Internationale Politik der LINKEN an. Er ist Mitglied der Gewerkschaft ver.di.

## Partei
Helmut Scholz war Mitglied der SED. In den 1990er-Jahren arbeitete er an der Entwicklung der internationalen Beziehungen der damaligen PDS. Von 1991 bis 1992 gehörte er dem Parteivorstand der PDS, von 2006 bis 2007 dem der Linkspartei.PDS und bis 2010 dem der Partei Die Linke an. Er ist Vorstandsmitglied der Europäischen Linkspartei.

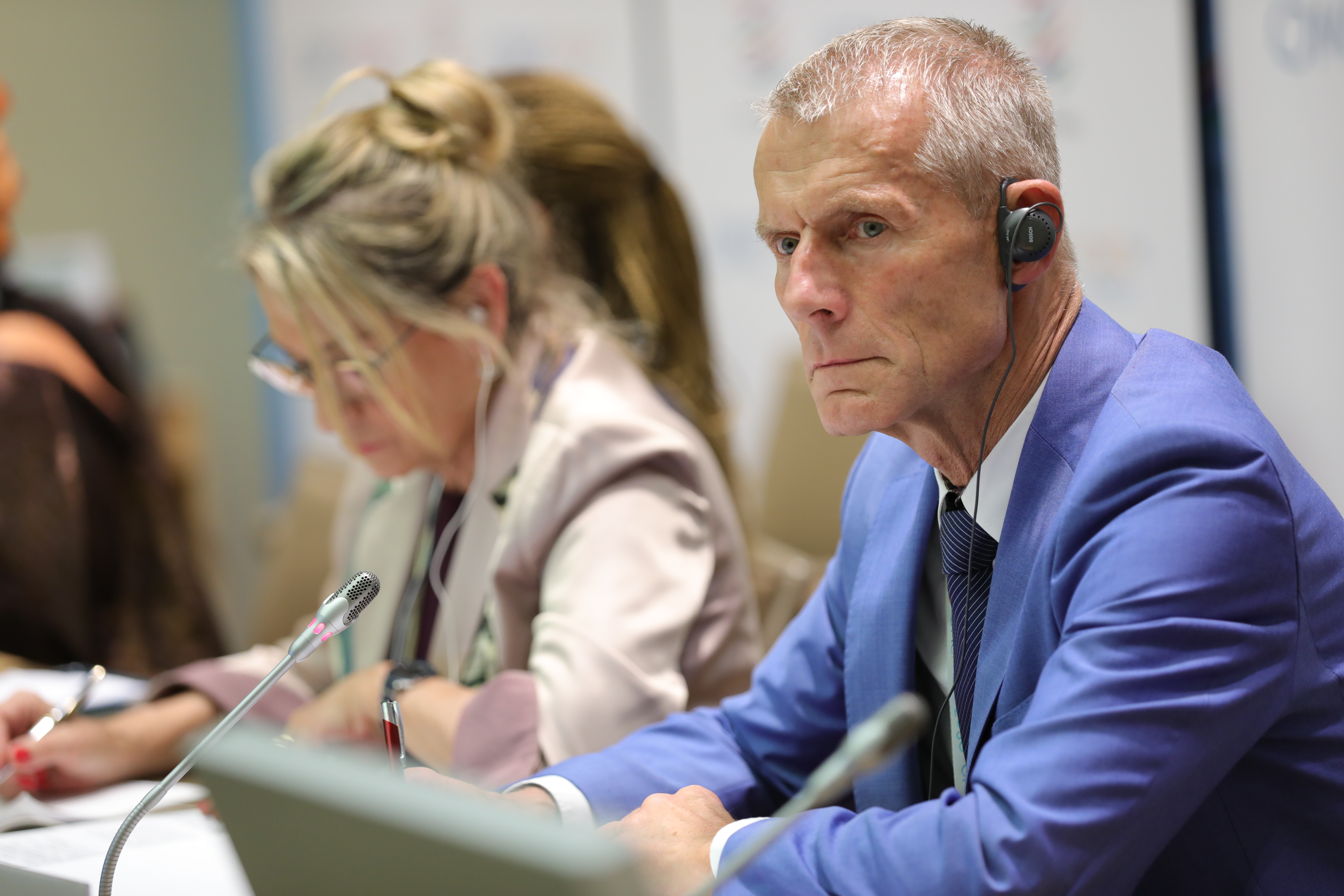
Scholz bei einem Forum der Welthandelsorganisation (2018)

Für die Europawahl 2009 nominierte seine Partei ihn für den achten Listenplatz. Die Linke gewann mit einem Ergebnis von 7,5 Prozent acht der 99 deutschen Mandate, sodass Scholz direkt einzog. Er wurde Mitglied der Konföderalen Fraktion der Vereinten Europäischen Linken/Nordische Grüne Linke, die er im Ausschuss für internationalen Handel als vollwertiges Mitglied sowie im Ausschuss für auswärtige Angelegenheiten und im Ausschuss für konstitutionelle Fragen als stellvertretendes Mitglied vertrat.
Für die Europawahl 2014 wählten in die Parteidelegierten auf den vierten Listenplatz, sodass Scholz bei einem Wahlergebnis von 7,4 Prozent (7 der 96 deutschen Mandate) sein Parlamentsmandat verteidigte. In der 8. Legislatur des Europaparlaments (2014–2019) vertrat er seine Fraktion im Ausschuss für internationalen Handel und im Ausschuss für konstitutionelle Fragen (2014–2017 als stellvertretendes Mitglied, 2017–2019 als vollwertiges Mitglied). Im Ausschuss für auswärtige Angelegenheiten war Scholz stellvertretendes Mitglied.
Beim Europaparteitag 2019 der Partei Die Linke nominierten die Delegierten Scholz erneut für den vierten Listenplatz. Bei einem Europawahlergebnis von 5,5 Prozent (5 der 96 deutschen Mandate) seiner Partei verteidigte er erneut sein Mandat. In der 9. Legislatur war Scholz Mitglied im Ausschuss für internationalen Handel sowie stellvertretendes Mitglied im Ausschuss für konstitutionelle Fragen.
Für die Liste zur Europawahl 2024 kandidierte Scholz nicht mehr. Er schied somit im Juli 2024 aus dem Europaparlament aus.